# Putsasjön
Putsasjön är en sjö i Falköpings kommun i Västergötland och ingår i Göta älvs huvudavrinningsområde. Putsasjön är fördämd norr och har fått sitt namn från gården Stora Putsen.